# 东北边防辑要
《东北边防辑要》，清代曹廷杰作。《东北边防辑要》成書约二万字，分上下兩卷。曹廷杰在書中指出沙俄侵入東北的方法是“取人所不取，或图人之所我不防”，建议清政府“震之以威”抵抗沙俄入侵。
1883年，曹廷杰以候选州判的身份被派到吉林，到珲春靖边后路营办理边务文案。利用工作之便，到吉林、奉天、黑龙江各地进行实地调查，参阅了大量文献资料，費時兩年写成《东北边防辑要》一书。曹廷杰在《东北边防辑要》中写道：“朔方备乘于中俄交界考据说明，顾其时俄人乘隙窥我东北。尚有康熙二十八年尼布楚城定议界碑，故其书于东北边界，凡中俄分属山川，不惮详述。”其中“东北”一词即与现今所言之东北意思相当，只不过所指范围较今东北为广，“凡东北滨海之地，悉隶提封之内”，包括中国外东北领土。

## 篇目
上卷十篇
- 《盛京险要考》、《朝鲜沿革及形势考》、《明季三卫分建诸过考》、《征东海渥集瓦尔喀部》、《库页岛沿革形胜考》、《明维窝集·水源合考》、《卦勒察考》、《吉林根本说》、《伊通州沿革形势》。

下卷九篇
- 《征索伦》、《征罗刹》、《尼布楚事迹》、《分界碑文考》、《外兴安岭山脉河道中俄分属考》、《黑龙江察边考》、《乌底河公中地方考》、《界碑地考》、《黑龙江险要》。

## 发现
曹廷杰在書中有些發現：
- 考定库页岛为女国，又叫毛人国，部落每年以貂皮进贡。
- 考定「索伦族」为契丹遼國的后裔，清初索伦族部落全境称“臣妾”。
- 考定「尼布楚」为蒙古诸部落游牧采捕之地，林居，以捕貂为业，称为“树中人”。
- 考定三姓疆域曰「额登喀喇」，其人拨皮，鼻端贯金环，穿鱼皮和兽皮，陆行乘舟，舟行冰上，驾犬，称为「使犬国」。